# Ptychadena mascareniensis
Ếch cỏ Mascarene hoặc Ptychadena mascareniensis (tên tiếng Anh: Mascarene Ridged Frog) là một loài ếch trong họ Ptychadenidae.

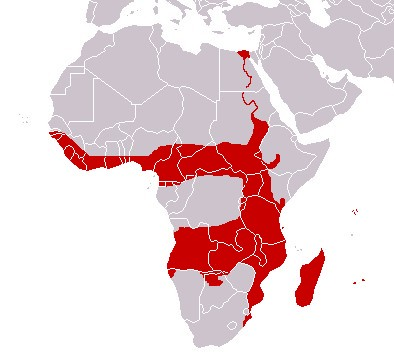
Phân bố

Loài này có ở Angola, Botswana, Cameroon, Cộng hòa Trung Phi, Cộng hòa Dân chủ Congo, Bờ Biển Ngà, Ai Cập, Guinea Xích Đạo, Ethiopia, Gabon, Ghana, Guinea, Guinea-Bissau, Kenya, Liberia, Madagascar, Malawi, Mauritius, Mozambique, Namibia, Nigeria, Rwanda, Réunion, Senegal, Seychelles, Sierra Leone, Nam Phi, Sudan, Tanzania, Zambia, và Zimbabwe.
Các môi trường sống tự nhiên của chúng là các khu rừng khô nhiệt đới hoặc cận nhiệt đới, rừng ẩm vùng đất thấp nhiệt đới hoặc cận nhiệt đới, đầm nước nhiệt đới hoặc cận nhiệt đới, các khu rừng vùng núi ẩm nhiệt đới hoặc cận nhiệt đới, xavan khô, xavan ẩm, vùng đất có cây bụi nhiệt đới hoặc cận nhiệt đới, vùng cây bụi ẩm khu vực nhiệt đới hoặc cận nhiệt đới, thảm cây bụi kiểu Địa Trung Hải, đồng cỏ khô nhiệt đới hoặc cận nhiệt đới vùng đất thấp, đồng cỏ nhiệt đới hoặc cận nhiệt đới vùng ngập nước hoặc lụt theo mùa, đồng cỏ nhiệt đới hoặc cận nhiệt đới vùng đất cao, sông, sông có nước theo mùa, đất ngập nước với cây bụi là chủ yếu, đầm lầy, hồ nước ngọt, hồ nước ngọt có nước theo mùa, đầm nước ngọt, đầm nước ngọt có nước theo mùa, vùng bờ biển cát, đất canh tác, vùng đồng cỏ, các đồn điền, vườn nông thôn, các vùng đô thị, các khu rừng trước đây bị suy thoái nặng nề, khu vực trữ nước, ao, ao nuôi trồng thủy sản, đất có tưới tiêu, đất nông nghiệp có lụt theo mùa, và kênh đào và mương rãnh.

## Hình ảnh

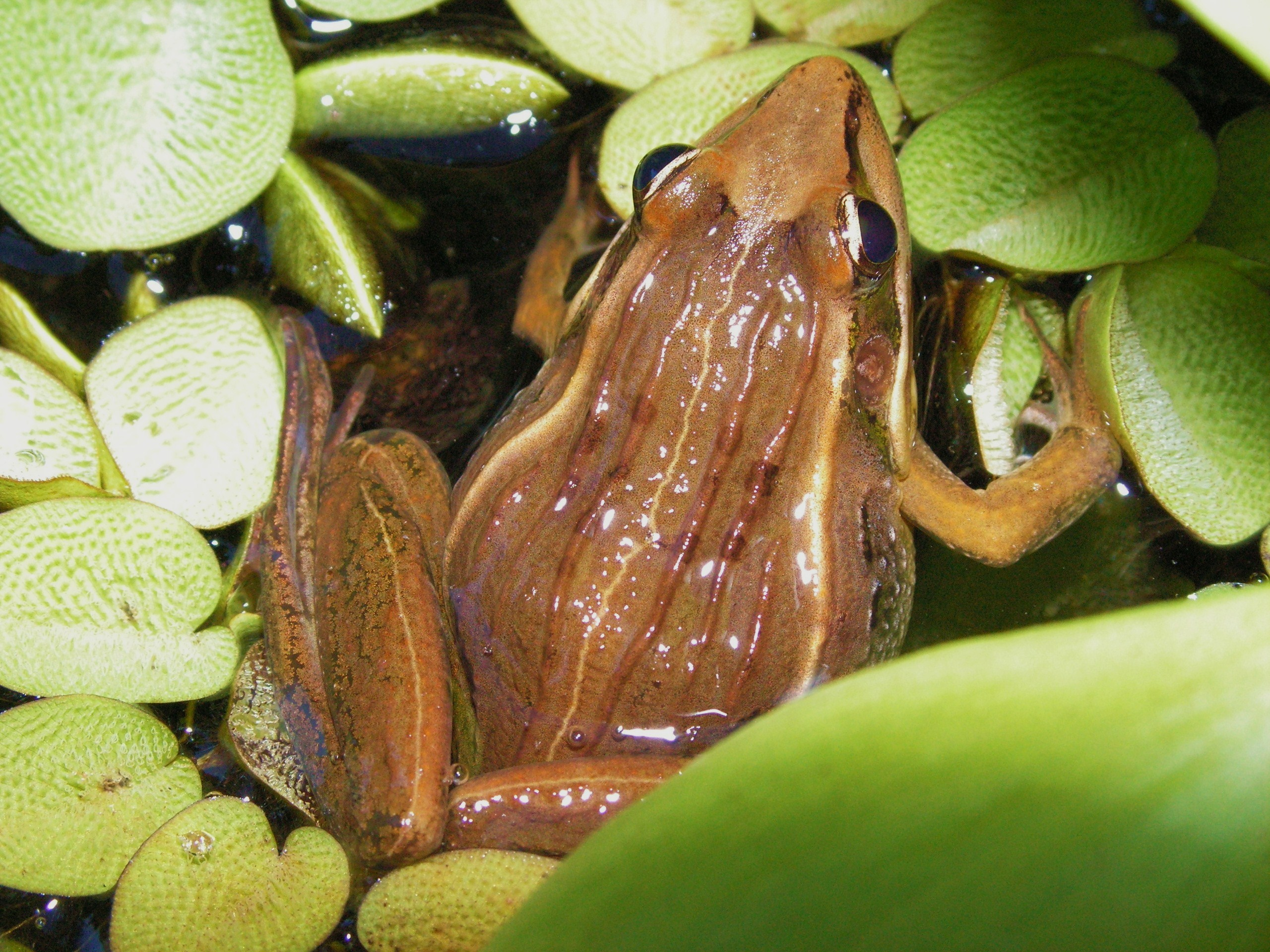
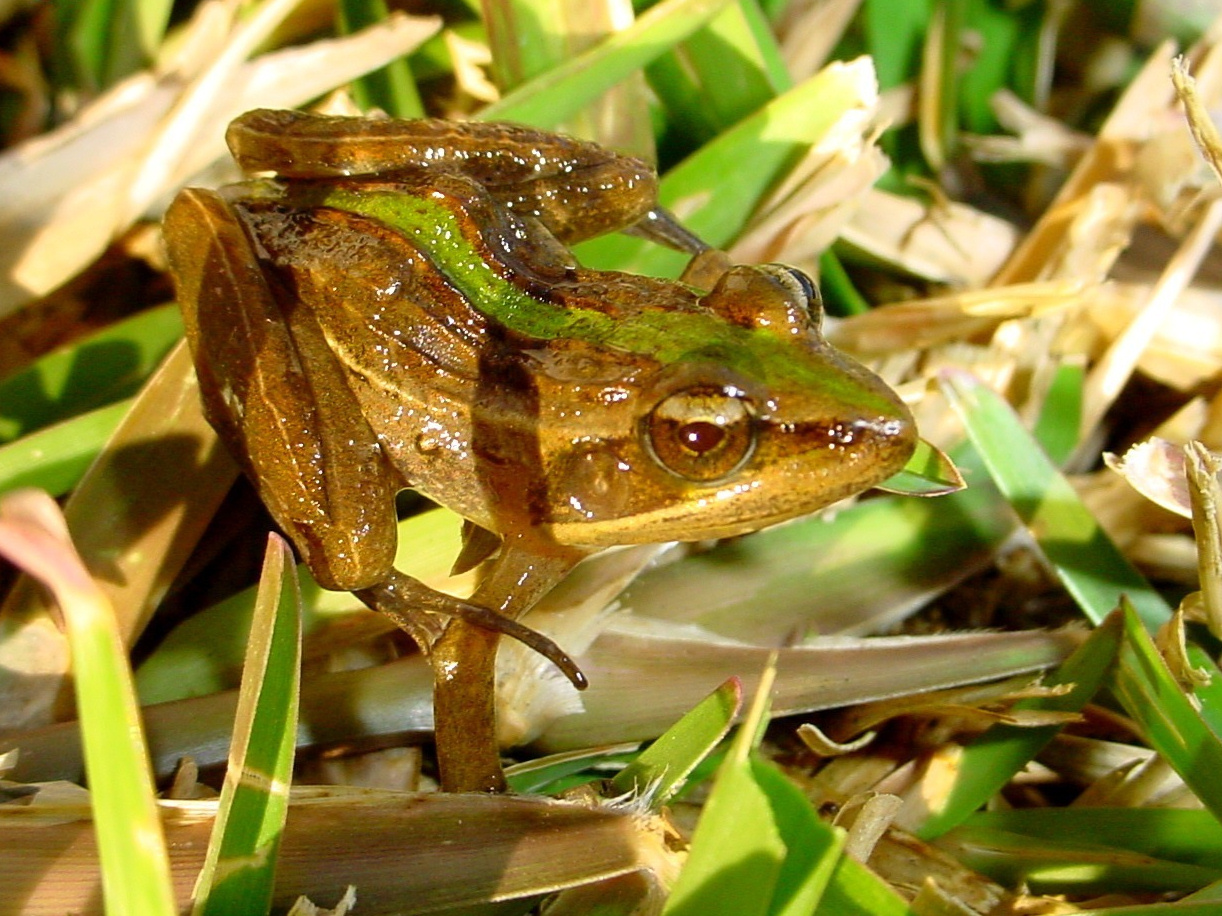
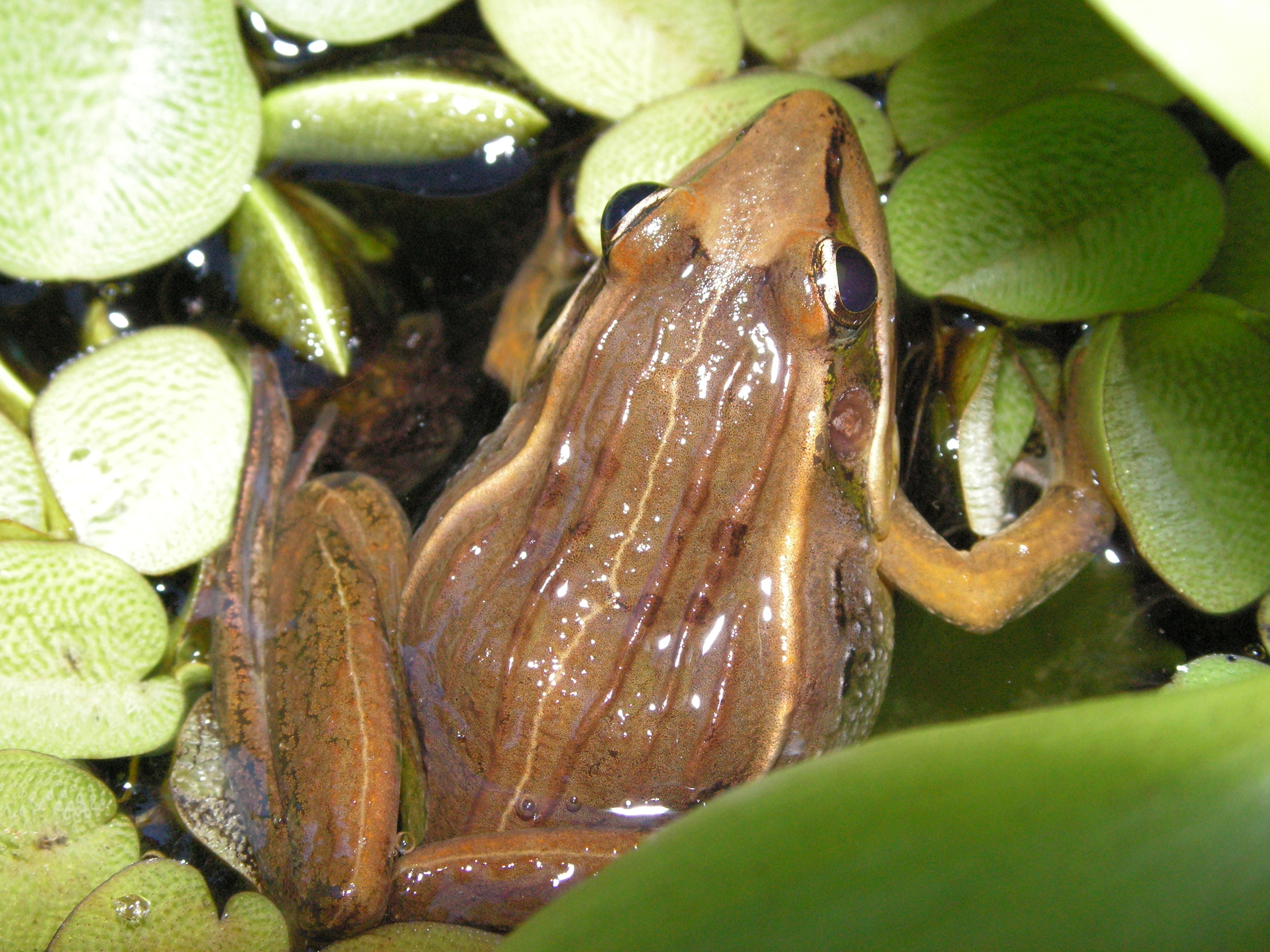